# Vektorski produkt
Véktorski prodúkt je binarni operator v trirazsežnem prostoru. Rezultat je trirazsežni vektor, ki je pravokoten na oba vektorja. Operacija ni komutativna; če zamenjamo vrstni red vektorjev, bo rezultat vektor z enako dolžino, vendar bo usmerjen v nasprotno smer. Dolžina vektorja je enaka ploščini paralelograma, katerega nevzporedni stranici sta vektorja. Vektorski produkt dveh linearno odvisnih vektorjev je enak ničelnemu vektorju. Če sta vektorja {\displaystyle {\vec {a}}} in {\displaystyle {\vec {b}}} v desnosučni ortonormalni bazi definirana kot
{\displaystyle {\vec {\mathbf {a} }}={\begin{Vmatrix}a_{x}\\a_{y}\\a_{z}\end{Vmatrix}}}
in
{\displaystyle {\vec {\mathbf {b} }}={\begin{Vmatrix}b_{x}\\b_{y}\\b_{z}\end{Vmatrix}},}
se njun vektorski produkt izračuna kot:
{\displaystyle {\vec {\mathbf {a} }}\times {\vec {\mathbf {b} }}={\begin{Vmatrix}a_{y}b_{z}-a_{z}b_{y}\\a_{z}b_{x}-a_{x}b_{z}\\a_{x}b_{y}-a_{y}b_{x}\end{Vmatrix}}.}
Pravilo si lažje zapomnimo kot determinanto matrike, kjer v prvo vrstico zapišemo vse tri bazne vektorje, v drugo vrstico komponente prvega vektorja, v tretjo vrstico pa komponente drugega vektorja, in determinanto razvijemo po prvi vrstici:
{\displaystyle {\vec {\mathbf {a} }}\times {\vec {\mathbf {b} }}={\begin{vmatrix}{\vec {\mathbf {i} }}&{\vec {\mathbf {j} }}&{\vec {\mathbf {k} }}\\a_{x}&a_{y}&a_{z}\\b_{x}&b_{y}&b_{z}\end{vmatrix}}.}

## Grafična predstavitev
Če v skupni ravnini obeh vektorjev kot med njima označimo s {\displaystyle \varphi }, je dolžina vektorskega produkta enaka:
{\displaystyle \left|{\vec {\mathbf {a} }}\times {\vec {\mathbf {b} }}\right|=\left|{\vec {\mathbf {a} }}\right|\cdot \left|{\vec {\mathbf {b} }}\right|\cdot \sin \varphi .}
Smer lahko določimo tako, da prvi vektor v njuni skupni ravnini zavrtimo do drugega v tisti smeri, kjer je zasuk krajši, in smer določimo po pravilu desnosučnega vijaka.

## Lastnosti
- Vektorski produkt je antikomutativen:

{\displaystyle {\vec {\mathbf {a} }}\times {\vec {\mathbf {b} }}=-{\vec {\mathbf {b} }}\times {\vec {\mathbf {a} }}\!\,,}
- Vektorski produkt je distributiven za seštevanje:

{\displaystyle {\vec {\mathbf {a} }}\times ({\vec {\mathbf {b} }}+{\vec {\mathbf {c} }})={\vec {\mathbf {a} }}\times {\vec {\mathbf {b} }}+{\vec {\mathbf {a} }}\times {\vec {\mathbf {c} }}\!\,,}
- Pri množenju s skalarjem lahko tega izpostavimo; (homogenost za množenje z realnim številom):

{\displaystyle (r{\vec {\mathbf {a} }})\times {\vec {\mathbf {b} }}={\vec {\mathbf {a} }}\times (r{\vec {\mathbf {b} }})=r({\vec {\mathbf {a} }}\times {\vec {\mathbf {b} }})\!\,,}
- Vektorski produkt ni asociativen:

{\displaystyle {\vec {\mathbf {a} }}\times ({\vec {\mathbf {b} }}\times {\vec {\mathbf {c} }})\neq ({\vec {\mathbf {a} }}\times {\vec {\mathbf {b} }})\times {\vec {\mathbf {c} }}\!\,;}
zanj pa velja  Jacobijeva enakost:
{\displaystyle {\vec {\mathbf {a} }}\times ({\vec {\mathbf {b} }}\times {\vec {\mathbf {c} }})+{\vec {\mathbf {b} }}\times ({\vec {\mathbf {c} }}\times {\vec {\mathbf {a} }})+{\vec {\mathbf {c} }}\times ({\vec {\mathbf {a} }}\times {\vec {\mathbf {b} }})=0\!\,.}